# Sangerhausen
Sangerhausen är en stad  i det tyska förbundslandet Sachsen-Anhalt och huvudort i länet Mansfeld-Südharz. Staden ligger vid gränsen till Thüringen.

## Läge
Sangerhausen ligger vid östra änden av Goldene Aue som är ett slättland mellan bergsregionerna Harz och Kyffhäuser. Staden genomflyts av den mindre floden Gonna.

## Historia
Sangerhausen grundades av frankerna och blev 840 för första gången nämnd i en urkund. Samhället var först bundet till klostret Hersfeld men kom senare till kloster Memleben. 1194 fick orten stadsrättigheter och 1263 tillkom en ringmur. Den viktigaste industrin vid denna tid var gruvdrift efter silver och koppar. Flera invånare deltog 1525 i det tyska bondekriget och därför straffades staden med 5000 gulden och sju personer blev avrättade.
1815 kom Sangerhausen till Preussen och den 10 juli 1866 anlöts staden järnvägsnätet. I samband med industrialiseringen fick staden flera fabriker som tillverkade maskiner, cyklar, pianon och socker.

## Sevärdheter
Sangerhausen har tre medeltida kyrkor och även stadens centrum från samma tid med några renässansbyggnader är sevärt.
1903 öppnades Europa-Rosarium med världens största samling av rosor. I Sprenglermuseet finns ett fullständigt skelett av en mammut.

## Galleri

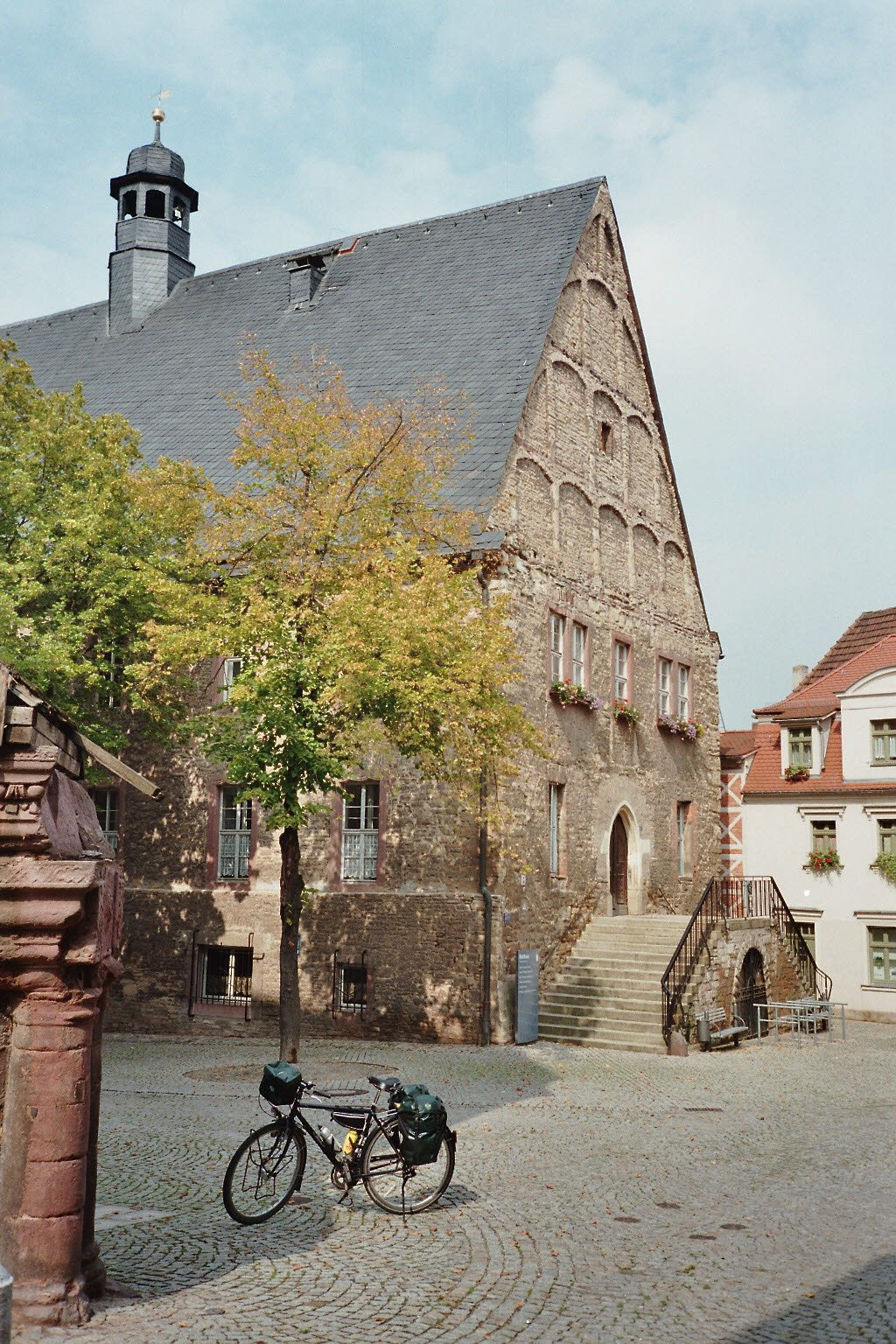
Rådhuset
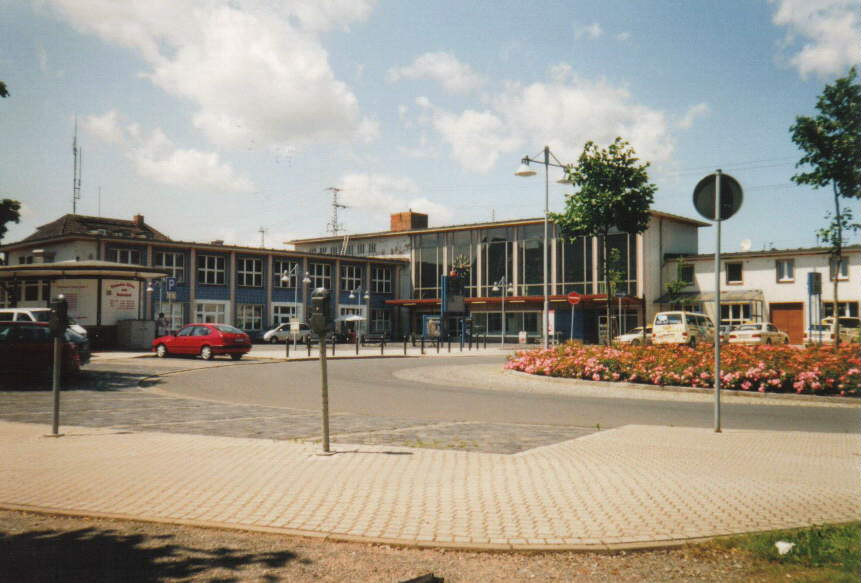
Järnvägsstation
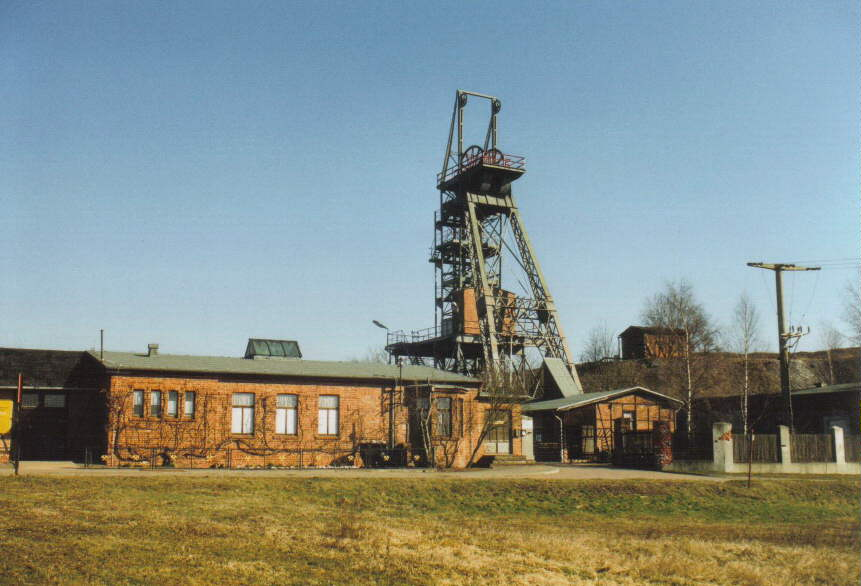
Gruvan Wettelrode är idag ett museum